# Zaid El Bakkali
Zaid El Bakkali (Tilburg, 16 januari 2006) is een Nederlandse voetballer met Marokkaanse roots die als middenvelder voor FC Den Bosch speelt.

## Carrière
Nadat El Bakkali in de jeugd voor PSV en Willem II had gespeeld sloot hij in januari 2024 aan bij de jeugdopleiding van FC Den Bosch. Een half jaar later werd hij overgeheveld naar het eerste elftal.
Hij debuteerde op 31 maart 2025 in de met 2-4 gewonnen uitwedstrijd tegen Jong PSV. Vlak voor tijd kwam hij in het veld voor Hicham Acheffay. Uiteindelijk zat hij dat seizoen in de competitie zevenentwintig keer bij de wedstrijdselectie en kwam drie keer in actie.
Op 21 juli 2025 tekende El Bakkali zijn eerste profcontract. Tot 30 juni 2027, met een optie vanuit FC Den Bosch voor nog seizoen.

## Statistieken
| Seizoen                       | Club           | Land           | Competitie     | Competitie | Competitie | Beker | Beker | Totaal | Totaal |
| Seizoen                       | Club           | Land           | Competitie     | Wed.       | Dlp.       | Wed.  | Dlp.  | Wed.   | Dlp.   |
| ----------------------------- | -------------- | -------------- | -------------- | ---------- | ---------- | ----- | ----- | ------ | ------ |
| 2024/25                       | FC Den Bosch   | Nederland      | Eerste divisie | 3          | 0          | 0     | 0     | 3      | 0      |
| 2025/26                       | FC Den Bosch   | Nederland      | Eerste divisie | 0          | 0          | 0     | 0     | 0      | 0      |
| Carrièretotaal                | Carrièretotaal | Carrièretotaal | Carrièretotaal | 3          | 0          | 0     | 0     | 3      | 0      |
| Bijgewerkt op 8 augustus 2025 |                |                |                |            |            |       |       |        |        |